# Oxystigma caerulans
Oxystigma caerulans – gatunek ważki z rodziny Heteragrionidae. Prawdopodobnie jest endemitem Wenezueli; stwierdzono go w regionie Pantepui we wschodniej części stanu Bolívar, w przedziale wysokości 1100–1400 m n.p.m.